# Cattedrali in Thailandia
Questa è una lista delle cattedrali in Thailandia.

## Cattedrali cattoliche
| Cattedrale                                                | Arcidiocesi o Diocesi          | Località            | Immagine |
| --------------------------------------------------------- | ------------------------------ | ------------------- | -------- |
| Cattedrale dell'Assunzione della Santissima Vergine Maria | Arcidiocesi di Bangkok         | Bangkok             |          |
| Cattedrale dell'Immacolata Concezione                     | Diocesi di Chanthaburi         | Chanthaburi         |          |
| Cattedrale del Sacro Cuore di Gesù                        | Diocesi di Chiang Mai          | Chiang Mai          |          |
| Cattedrale della Natività di Nostra Signora               | Diocesi di Chiang Rai          | Chiang Rai          |          |
| Cattedrale di Nostra Signora di Lourdes                   | Diocesi di Nakhon Ratchasima   | Nakhon Ratchasima   |          |
| Cattedrale di Sant'Anna                                   | Diocesi di Nakhon Sawan        | Nakhon Sawan        |          |
| Cattedrale della Natività della Vergine Maria             | Diocesi di Ratchaburi          | Amphoe Bang Khonthi |          |
| Cattedrale di San Raffaele                                | Diocesi di Surat Thani         | Surat Thani         |          |
| Cattedrale di San Michele arcangelo                       | Arcidiocesi di Thare e Nonseng | Tha Rae             |          |
| Co-Cattedrale di Sant'Anna                                | Arcidiocesi di Thare e Nonseng | Nakhon Phanom       |          |
| Cattedrale dell'Immacolata Concezione                     | Diocesi di Ubon Ratchathani    | Ubon Ratchathani    |          |
| Cattedrale di Nostra Signora del Perpetuo Soccorso        | Diocesi di Udon Thani          | Udon Thani          |          |